# حكاية حب (مسلسل 2022)
حكاية حب هو مسلسل تلفزيوني لبناني سوري عراقي يعرض في كانون الثاني/يناير 2022، في حين انتهاء عرضه في آذار/مارس 2022 على قناة إل تي في، بي إن دراما ويو تي في عراق بطولة عابد فهد، باسم ياخور، بكر خالد، ألكسندر علوم، طوني عيسى، هند نزار، صفاء سلطان، داليدا خليل، ساشا دحدوح وليا أبو شعيا، من تأليف نور شيشكلي، ومن إنتاج سيف الشيخ نجيب، ومن إخراج محمد نصير.

## قصة المسلسل
يجسد كل زوجين قصة درامية تتشابك أحداثها بشكل أو بأخر مع العلاقات الأخرى بدءًا من «جان» رجل الأعمال المتزوج من «كارول» التي تنتمي لبيئة فقيرة ليصنع منها نجمة غناء، وترتبط حياة «جان وكارول» بـ «عماد» المتزوج من «حياة»، بالرغم من رفض أهلها لهذا الزواج بسبب فارق السن، أما «كنعان» فيقع ضحية إنتقام مزدوج من أخته «مينا» و«جاد» حبيب زوجته المستقبلية «مايا»، أمّا «زين» فيحب «منار» رغم اختلاف الديانة.

## طاقم العمل

### الممثلون
- عابد فهد (كنعان)
- ليا أبو شعيا (مايا)
- باسم ياخور (جان)
- ساشا دحدوح (كارول)
- جو طراد (عماد)
- صفاء سلطان (حياة)
- ألكسندر علوم (زين)
- هند نزار (منار)
- طوني عيسى (جاد)
- داليدا خليل (مينا)
- جيني إسبر (جنى)
- جمانة كريم (رحاب)
- فادي إبراهيم (عامر)
- أيمن رضا (أبو الغول)
- منى واصف (والدة كنعان)
- ضحى الدبس (أم داليا)
- نور علي (داليا)
- طلال مارديني (جواد)
- روزي الخولي (أم كارول)
- علاء الزعبي (علاء)
- أنس طيارة (طارق)
- اشتي حديد (آية)
- عبدو شاهين
- أنعام الربيعي (أم منار)
- كاظم القريشي
- زهور علاء
- آسيا كمال
- رياض شهيد
- سارة أبي كنعان (سكرتيرة عامر)
- سامي أبو حمدان (إياد)
- سحر فوزي (أم طارق)
- جو صادر
- إياد الطائي (أبو منار)
- وسام بريدي (إعلامي - إطلالة خاصة)
- إياد نصار (فادي)
- ريم نصر الدين
- مروة كرم (مقدمة نشرة الأخبار - إطلالة خاصة)
- عمار شلق (ضيوف المسلسل)
- سهى قيقانو (ضيوف المسلسل)
- محمد قنوع (ضيوف المسلسل)
- مايا مازن طه (تالي)

### كادر العمل
- محمد نصير (مخرج)
- نور شيشكلي (قصة سيناريو وحوار)
- مازن طه (سيناريو)
- أنس العبودي (مونتير)
- نايف الأحمر (الإشراف العام)
- ديالا الأحمر (الإشراف العام)
- سيف الشيخ نجيب
- شركة الأولى للإنتاج الإعلامي (منتج منفذ)
- غولدن لاين للإنتاج الفني (منتج)
- مروان خوري (غناء)
- فادي مارديني (موسيقى تصويرية)